# Houjia (köpinghuvudort i Kina, Shandong Sheng, lat 37,02, long 122,09)
Houjia (kinesiska: 侯家, 侯家镇) är en köpinghuvudort i Kina. Den ligger i provinsen Shandong, i den östra delen av landet, omkring 450 kilometer öster om provinshuvudstaden Jinan. Antalet invånare är 22 210. Befolkningen består av 10 973 kvinnor och 11 237 män. Barn under 15 år utgör 5,0 %, vuxna 15-64 år 73 %, och äldre över 65 år 21,0 %.
Närmaste större samhälle är Wendeng, 20,0 km norr om Houjia. Trakten runt Houjia består i huvudsak av gräsmarker.
Genomsnittlig årsnederbörd är 718 millimeter. Den regnigaste månaden är augusti, med i genomsnitt 164 mm nederbörd, och den torraste är februari, med 16 mm nederbörd.